# Маккласки, Кларенс
Кла́ренс «Уэйд» Маккла́ски-младший (англ. Clarence Wade McClusky, Jr.; 1 июня 1902, Буффало, штат Нью-Йорк — 27 июня 1976) — военно-морской лётчик флота США во время Второй мировой войны, позже контр-адмирал. Известен тем, что сыграл решающую роль в Битве за Мидуэй. По словам адмирала Честера Нимица, решение Маккласки продолжить поиски противника и его предположение о местонахождении противника «решило судьбу нашего авианосного экспедиционного корпуса и наших сил при Мидуэй».

## Морской лётчик и инструктор
Кларенс Уэйд Маккласки родился в Буффало, штат Нью-Йорк, 1 июня 1902 года. Он окончил Военно-морскую академию США в Аннаполисе в 1926 году и стал военно-морским лётчиком три года спустя. В течение последующих десяти лет он служил в различных воздушных подразделениях, как в командном составе, так и инструктором в морской академии и в береговой службе. В 1940 году он получил назначение в Шестую боевую эскадрилью, базирующуюся на авианосце «Энтерпрайз», и в апреле 1941 года принял на себя командование этой эскадрильей.

## Битва за Мидуэй
Капитан 3-го ранга Маккласки стал командиром авиагруппы (Авианосное авиационное крыло) авианосца Enterprise в апреле 1942 года. Во время битвы за Мидуэй, где он 4 июня 1942 года возглавлял группу бомбардировщиков, совместно с командором Максом Лесли приняли критически важное тактическое решение, в результате которого были затоплены три японских авианосца: «Kaga», «Akagi» и «Soryu».
Когда группе Маккласки и Лесли не удалось обнаружить авианосцы в ожидаемом месте и пора было возвращаться, так как заканчивалось горючее, Маккласки заметил японский эсминец, шедший на полном ходу на север. Предположив, что этот корабль может идти к японской группировке, он решил рискнуть и, несмотря на небольшой остаток горючего, последовать за ним.
Благодаря этому решению они вышли прямо на расположение японских авианосцев. Маккласки повёл пикирующие бомбардировщики в атаку, в результате которой были уничтожены авианосцы «Кага» и «Акаги». Тут же подоспела эскадрилья с Йорктауна и уничтожила авианосец «Сорю». За считанные минуты 3 из 4 японских авианосцев были превращены в огненную массу (превращены в столбы огня, охвачены огнём). Таким образом, Маккласки внёс решающий вклад в исход этого важнейшего сражения. За свои действия Маккласки был награждён Военно-морским крестом. Позже во время Второй мировой войны он командовал эскортным авианосцем «Corregidor» (CVE-58).

## После войны
В конце 1940-х годов капитан Маккласки занимал различные штабные должности. Во время Корейской войны он был начальником штаба Первого и Седьмого военно-морских флотов США. В 1952—1953 годах он командовал морской авиабазой NAS Glenview в Иллинойсе, а в 1954—1956 годах — Бостонской группой Атлантического резервного флота (англ. Atlantic Reserve Fleet). Маккласки завершил активную службу в июле 1956 года. Тогда же, в знак его выдающегося вклада в исход Второй мировой войны, ему было присвоено адмиральское звание.

## Память
В его честь назван фрегат ВМФ США FFG-41 — USS McClusky.
Награда имени Уэйда Маккласки — ежегодно вручается самой отличившейся боевой эскадрилье американских ВМС.